# Kandlevaripalli, Srinivaspur
Kandlevaripalli là một làng thuộc tehsil Srinivaspur, huyện Kolar, bang Karnataka, Ấn Độ.